# Horlivka
Horlivka (tiếng Ukraina: Горлівка) là một thành phố nằm trong tỉnh Donetsk của Ukraina. Thành phố Horlivka có diện tích 422 km2, dân số theo điều tra vào năm 2001 là 292.350 người. 